# Oberbösa
Oberbösa (letteralmente "Bösa di sopra", in contrapposizione alla vicina Niederbösa – "Bösa di sotto") è un comune di 313 abitanti della Turingia, in Germania.
Appartiene al circondario del Kyffhäuser (targa KYF) ed è parte della Verwaltungsgemeinschaft Greußen.